# Лазар Ніколов
Ла́зар Ко́стов Ніко́лов (болг. Лазар Костов Николов; 26 серпня 1922, Бургас — 7 лютого 2005, Софія) — болгарський композитор, піаніст і педагог. Народний артист НРБ.

## Біографія
У 1947 році закінчив Академію музики в Софії (клас фортеп'яно Панчо Владіґерова, клас композиції Дмитра Ненова). Писав в основному інструментальну музику. З 1961 року професор Болгарської консерваторії. У 1965—1969 роках секретар, а в 1994—1999 роках голова Болгарської спілки композиторів. Писав музику для театру і кіно.
Одружений з полькою Ганною-Лідією Ніколовою; у них двоє дітей: Івайло Ніколов (музикант) і Детеліна Ніколова (аніматорка).

## Твори
- Опера «Прикутий Прометей» (1965, Софія)
- Опера «Наша рідня» (1971, за повістю Івана Вазова)
- Симфонія № 1 (1951)
- Симфонія № 2 (1962)
- Концерт для струнного оркестру (1949)
- Концерт для фортеп'яно та камерного оркестру (1964)
- «Симфонії для 13 струнних інструментів» (1965)
- «Дивертимент» для камерного оркестру (1968)
- Сюїта «Свято» (1980)
- «Ленто» для симфонічного оркестру (1990)

## Нагороди
- 1984 — Народний артист НРБ
- 1997 — Орден «Стара Планина»
- Почесний громадянин Бургаса